# Campeonato de España de Ciclismo en Ruta 2019
La CXVIII edición del Campeonato de España de Ciclismo en Ruta se disputó el 30 de junio de 2019 en Los Alcázares con llegada a la población de Murcia, por un recorrido duro que constó de 194,9 km.
La prueba fue ganada por el murciano Alejandro Valverde del equipo español Movistar superando al esprint al también murciano Luis León Sánchez del equipo kazajo Astana. El podio lo completó el conquense Jesús Herrada del equipo francés Cofidis, Solutions Crédits.

## Clasificación final
| \| Clasificación general \| Clasificación general \| Clasificación general \| Clasificación general \| Clasificación general \| \| Ciclista \| Ciclista \| Equipo \| Tiempo \| \| \| --------------------- \| ------------------------ \| ----------------------------- \| --------------------- \| --------------------- \| \| 1.º \| Alejandro Valverde \| Movistar Team \| 4 h 33 min 49 s \| \| \| 2.º \| Luis León Sánchez \| Astana \| + 0 s \| \| \| 3.º \| Jesús Herrada \| Cofidis, Solutions Crédits \| + 16 s \| \| \| 4.º \| Diego Rubio \| Burgos-BH \| + 18 s \| \| \| 5.º \| Benjamín Prades \| Team Ukyo \| + 18 s \| \| \| 6.º \| Antonio Angulo \| Efapel \| + 18 s \| \| \| 7.º \| Fernando Barceló \| Euskadi Basque Country-Murias \| + 18 s \| \| \| 8.º \| Pello Bilbao \| Astana \| + 18 s \| \| \| 9.º \| Julio Alberto Amores \| Inteja-Imca-Ridea DCT \| + 18 s \| \| \| 10.º \| Vicente García de Mateos \| Aviludo-Louletano \| + 18 s \| \| |                          |                               |                 |
| |                          |                               |                 |
| |                          |                               |                 |
| Clasificación general |                          |                               |                 |
| Ciclista | Ciclista                 | Equipo                        | Tiempo          |
| 1.º | Alejandro Valverde       | Movistar Team                 | 4 h 33 min 49 s |
| 2.º | Luis León Sánchez        | Astana                        | + 0 s           |
| 3.º | Jesús Herrada            | Cofidis, Solutions Crédits    | + 16 s          |
| 4.º | Diego Rubio              | Burgos-BH                     | + 18 s          |
| 5.º | Benjamín Prades          | Team Ukyo                     | + 18 s          |
| 6.º | Antonio Angulo           | Efapel                        | + 18 s          |
| 7.º | Fernando Barceló         | Euskadi Basque Country-Murias | + 18 s          |
| 8.º | Pello Bilbao             | Astana                        | + 18 s          |
| 9.º | Julio Alberto Amores     | Inteja-Imca-Ridea DCT         | + 18 s          |
| 10.º | Vicente García de Mateos | Aviludo-Louletano             | + 18 s          |